# Омельченко, Николай Григорьевич
Николай Григорьевич Омельченко (укр. Микола Григорович Омельченко; 16 июня 1936, с. Задонецкое, Змиёвский район, Харьковская область, Украинская ССР, СССР — 1 ноября 2019) — советский и украинский государственный и партийный деятель. Народный депутат Украины I созыва (1990—1994). Президент Днепропетровского регионального отделения Международного фонда экономических и гуманитарных связей Украины с Российской Федерацией. Депутат Верховного Совета Украинской ССР X—XII созывов. Член ЦК КП Украины (1986—1991).

## Биография
Родился 16 июня 1936 в селе Задонецкое Змиёвского района Харьковской области Украинской ССР (ныне село в составе Змиёвской городской общины Чугуевского района Харьковской области Украины).

### Образование
В 1959 окончил Харьковский инженерно-строительный институт по специальности «инженер-строитель».

### Трудовая деятельность
С 1959 г. — мастер, прораб, старший прораб, начальник участка Криворожского спецуправления № 552 треста «Днепромонтажспецстрой».
Член КПСС с 1963 года.
С 1963 г. — начальник участка, главный инженер, начальник Днепропетровского специального управления треста «Днепромонтажспецстрой».
С 1972 г. — заведующий отделом строительства и городского хозяйства Днепропетровского горкома КПУ.
С 1975 г. — 1-й секретарь Бабушкинского райкома КПУ города Днепропетровска.
С 1977 г. — секретарь Днепропетровского горкома КПУ.
С 1980 г. — заместитель, 1-й заместитель председателя Днепропетровского облисполкома.
С 1983 г. — 1-й секретарь Днепропетровского горкома КПУ.
С декабря 1988 г. — 2-й секретарь, с августа 1990 г. — 1-й секретарь Днепропетровского обкома КПУ.
Народный депутат Украины 12 (1) созыва с 03.1990 г. с 04.1994 г. Председатель подкомитета по вопросам развития социальной инфраструктуры села и социальных объектов Комиссии по вопросам возрождения и социального развития села.
Депутат ВС УССР 10 и 11 созывов, председатель Комиссии по строительству и промышленности строительных материалов.
С 1996 года Генеральный директор Днепропетровского союза промышленников и предпринимателей.

## Семья
Жена Людмила Ивановна (1938) — кандидат педагогических наук. Дочь Елена (1974) — врач-кардиолог.

## Награды и звания
- Заслуженный строитель Украины.
- Орден Октябрьской Революции,
- Орден Трудового Красного Знамени,
- Орден «Знак Почёта»,
- Орден «За заслуги» (Украина) III ст., 1999,
- Орден «За заслуги» (Украина) II ст., 2006,
- Орден «За заслуги» (Украина) I ст., 2012,
- 5 медалей,
- Почётная грамота Президиума Верховного Совета УССР,
- Знак отличия "За развитие региона", 2000,
- Знак отличия "За развитие региона", 2011.